# Diócesis de Mesia
La Diócesis de Mesia (Latín: Dioecesis Moesiarum, Griego: Διοίκησις Μοισιών) fue una diócesis del Imperio romano Tardío, en la zona de las actuales Bulgaria occidental, Serbia central, Montenegro, Albania, Macedonia del Norte y Grecia.

## Historia

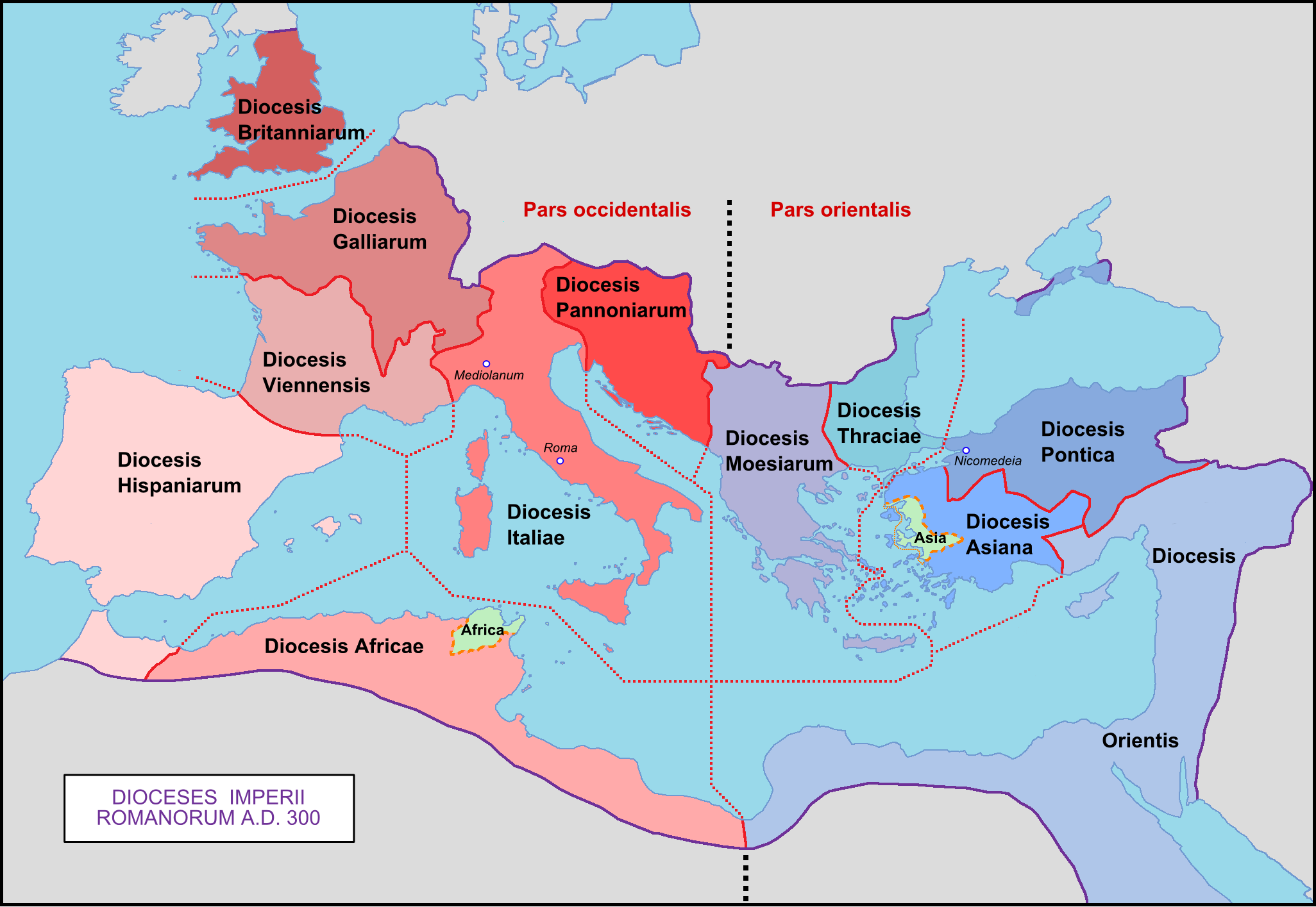
Diócesis del Imperio romano en el 300 d. C.

Imperio romano durante la Tetrarquía

La Diócesis de Mesia fue una de las doce diócesis en las que Diocleciano (284-305) dividió el Imperio romano durante sus reformas administrativas. Abarcaba la mayoría de las antiguas tierras griegas e ilirias, desde Creta hasta el Danubio. Durante la época de la Tetrarquía, la diócesis estaba bajo la jurisdicción de César Galerio, quien la mantuvo bajo su propio control durante gran parte de su reinado como Augusto (305-311). Tras morir fue enterrado en la ciudad de Felix Romuliana, en el territorio de la diócesis de Mesia.
La diócesis se dividió más tarde en dos, formando la Diócesis de Macedonia en el sur y la Diócesis de Dacia en el norte, probablemente bajo Constantino I (r. 306-337), aunque la división no se atestigua hasta aproximadamente 370. Las dos nuevas diócesis se agruparon en la nueva Prefectura del pretorio de Iliria en la segunda mitad del siglo IV, que cubría esencialmente la misma zona que la Diócesis de Mesia.

## Administración
Tras reformas administrativas del emperador Diocleciano, la Diócesis de Mesia estaba compuesta por provincias:
- Acaya
- Creta
- Dacia Mediterranea
- Dacia Ripensis
- Dardania
- Epirus Nova
- Epirus Vetus
- Insulae
- Macedonia Prima
- Macedonia Secunda
- Mesia Prima
- Praevalitana
- Tesalia Prima
- Tesalia Secunda